# Portela do Gato
Portela do Gato é uma localidade da freguesia de Almalaguês, Município de Coimbra, possui cerca de 150 habitantes.
Trata-se de uma das povoações mais jovens da freguesia, cujos registos mais antigos datam do final do século XIX, nascida provavelmente de populações que se foram estabelecendo ao longo da EN 110 (estrada real), principal via que atravessa a povoação.